# La Mure
Pour les articles homonymes, voir La Mure (homonymie).
La Mure est une commune française située dans le département de l'Isère, en région Auvergne-Rhône-Alpes.
Son territoire est situé dans le sud de ce département, au niveau d'un plateau entouré de montagnes, la Matheysine. La commune est labellisée Village étape depuis 2018.
Ses habitants sont les Murois.

## Géographie

### Localisation
La situation de La Mure est très particulière. C'est une commune du sud-est de la France située en Matheysine, au sud du Dauphiné. Elle est en limite naturelle des Alpes du Sud ainsi qu'en limite culturelle de l'occitan (parlé dans le sud) et du francoprovençal (parlé dans l'est). La ville se situe à 45 km au sud de Grenoble, 60 km au nord de Gap et 240 km au nord-est de Marseille. Elle se trouve au sud du plateau matheysin, à environ 860 m d'altitude.
La Matheysine, une des parties les plus méridionales du département de l'Isère. Cette microrégion marque le début de la transition climatique entre Alpes du Nord et Alpes du Sud.
|           | Susville Saint-Honoré | Nantes-en-Ratier |
| Prunières | La Mure               | Sousville        |
| Cognet    | Ponsonnas             |                  |

### Géologie
Le sous-sol du plateau Matheysin a longtemps fourni un excellent anthracite qui a fait la fortune de la ville de La Mure.

### Hydrographie
La Bonne (d'une longueur de 40,1 km) prend sa source dans le parc national des Écrins sur la commune de Valjouffrey. Elle coule approximativement d'est en ouest, et se jette dans le Drac au sud du territoire de La Mure entre le barrage de Saint-Pierre-de-Méaroz et le pont de Ponsonnas.
Le petit ruisseau de la Jonche, affluent du Drac, borde le territoire de La Mure.

### Climat
Pour des articles plus généraux, voir Climat d'Auvergne-Rhône-Alpes et Climat de l'Isère.
En 2010, le climat de la commune est de type climat des marges montargnardes, selon une étude du Centre national de la recherche scientifique s'appuyant sur une série de données couvrant la période 1971-2000. En 2020, Météo-France publie une typologie des climats de la France métropolitaine dans laquelle la commune est exposée à un climat de montagne ou de marges de montagne et est dans la région climatique Alpes du sud, caractérisée par une pluviométrie annuelle de 850 à 1 000 mm, minimale en été.
Pour la période 1971-2000, la température annuelle moyenne est de 9,3 °C, avec une amplitude thermique annuelle de 17,3 °C. Le cumul annuel moyen de précipitations est de 1 077 mm, avec 8,8 jours de précipitations en janvier et 6,2 jours en juillet. Pour la période 1991-2020, la température moyenne annuelle observée sur la station météorologique installée sur la commune est de 8,5 °C et le cumul annuel moyen de précipitations est de 948,6 mm,. Pour l'avenir, les paramètres climatiques de la commune estimés pour 2050 selon différents scénarios d'émission de gaz à effet de serre sont consultables sur un site dédié publié par Météo-France en novembre 2022.
| Mois                                  | jan.           | fév.           | mars           | avril          | mai           | juin          | jui.          | août          | sep.          | oct.           | nov.           | déc.           | année      |
| ------------------------------------- | -------------- | -------------- | -------------- | -------------- | ------------- | ------------- | ------------- | ------------- | ------------- | -------------- | -------------- | -------------- | ---------- |
| Température minimale moyenne (°C)     | −4,7           | −4,9           | −2             | 1,4            | 4,9           | 8,2           | 9,4           | 8,9           | 6,4           | 4              | −0,7           | −4,2           | 2,2        |
| Température moyenne (°C)              | 0,1            | 0,4            | 4,1            | 8,2            | 11,4          | 15,3          | 17,3          | 16,6          | 13,4          | 10,1           | 4,7            | 0,8            | 8,5        |
| Température maximale moyenne (°C)     | 4,9            | 5,7            | 10,2           | 15,1           | 17,9          | 22,4          | 25,3          | 24,4          | 20,4          | 16,2           | 10             | 5,8            | 14,9       |
| Record de froid (°C) date du record   | −23,8 11.01.10 | −25,5 01.02.10 | −24,9 01.03.05 | −11,3 08.04.21 | −5,5 07.05.19 | −1,8 10.06.05 | 0,2 03.07.11  | −0,8 15.08.06 | −2,6 16.09.17 | −12,4 30.10.12 | −18,3 27.11.05 | −21,9 30.12.05 | −25,5 2010 |
| Record de chaleur (°C) date du record | 17,3 02.01.22  | 21,5 25.02.21  | 23,4 17.03.04  | 26 21.04.18    | 31,3 22.05.22 | 34,4 18.06.22 | 35,8 18.07.23 | 36,2 24.08.23 | 30,7 04.09.23 | 28,3 02.10.23  | 22,9 02.11.20  | 17,9 31.12.22  | 36,2 2023  |
| Précipitations (mm)                   | 79,8           | 58,9           | 72,2           | 69,4           | 110,8         | 68,9          | 60,1          | 80,9          | 64,3          | 94,6           | 100,5          | 88,2           | 948,6      |

## Urbanisme

### Typologie
Au 1er janvier 2024, La Mure est catégorisée petite ville, selon la nouvelle grille communale de densité à sept niveaux définie par l'Insee en 2022.
Elle appartient à l'unité urbaine de La Mure, une agglomération intra-départementale regroupant trois  communes, dont elle est ville-centre,,. Par ailleurs la commune fait partie de l'aire d'attraction de Grenoble, dont elle est une commune de la couronne,. Cette aire, qui regroupe 204 communes, est catégorisée dans les aires de 700 000 habitants ou plus (hors Paris),.

### Occupation des sols
L'occupation des sols de la commune, telle qu'elle ressort de la base de données européenne d’occupation biophysique des sols Corine Land Cover (CLC), est marquée par l'importance des territoires agricoles (54,8 % en 2018), en diminution par rapport à 1990 (61,5 %). La répartition détaillée en 2018 est la suivante : prairies (23,9 %), zones agricoles hétérogènes (22,9 %), zones urbanisées (21,7 %), milieux à végétation arbustive et/ou herbacée (10,9 %), forêts (8,3 %), terres arables (8 %), zones industrielles ou commerciales et réseaux de communication (4,2 %). L'évolution de l’occupation des sols de la commune et de ses infrastructures peut être observée sur les différentes représentations cartographiques du territoire : la carte de Cassini (XVIIIe siècle), la carte d'état-major (1820-1866) et les cartes ou photos aériennes de l'IGN pour la période actuelle (1950 à aujourd'hui).

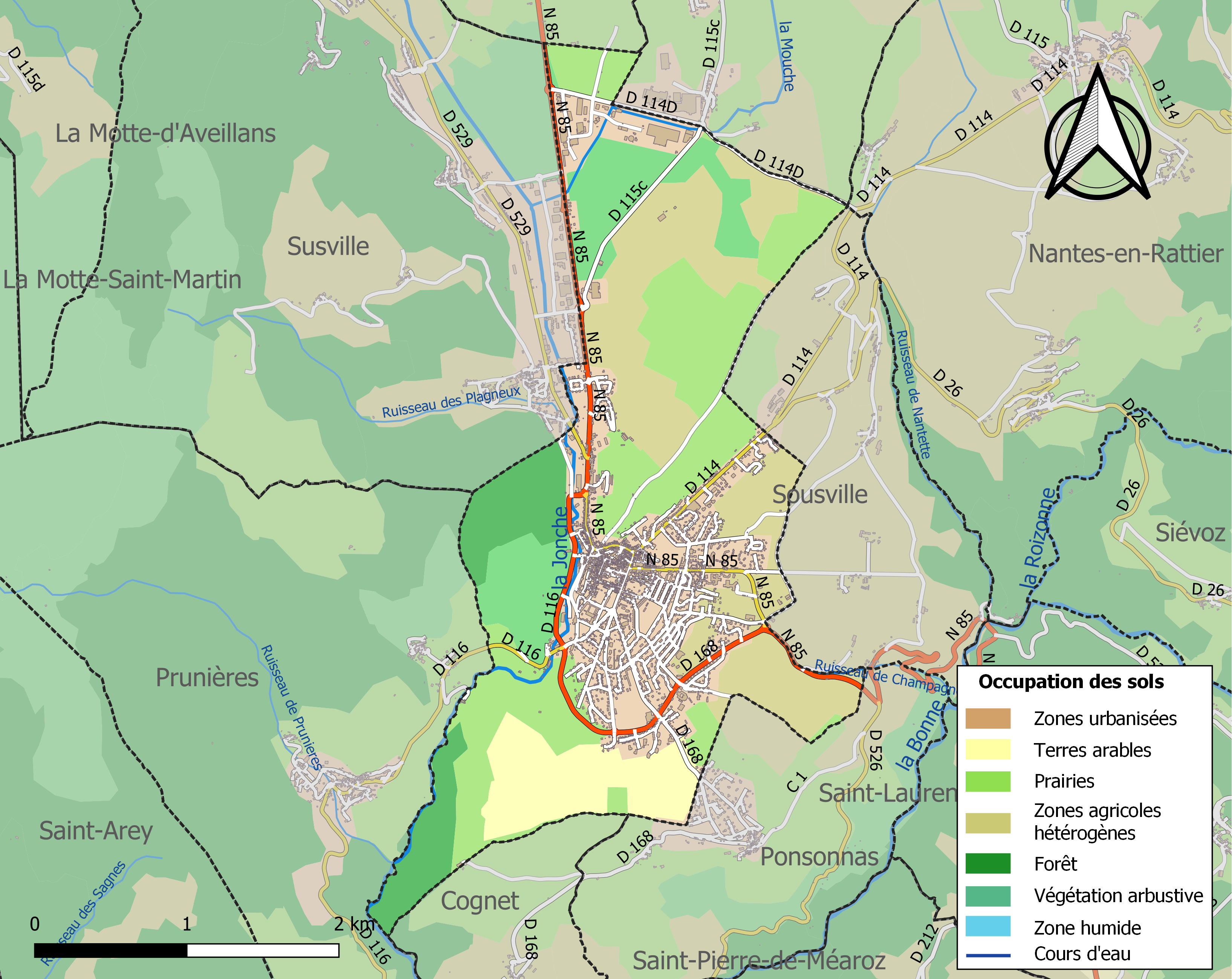
Carte des infrastructures et de l'occupation des sols de la commune en 2018 (CLC).

### Voies de communication et transports

#### Routes
- La route nationale 85 (RN 85) qui relie Gap à Grenoble, connue également sous l'appellation de Route Napoléon traverse la commune selon un axe nord-sud.
- Les RD529, RD114, RD116, RD115c et RD168.

#### Transport publics

##### Desserte en transport en commun
Plusieurs lignes de cars du réseau interurbain de l'Isère desservent la commune :
- T90 (Grenoble-La Mure-Corps via Laffrey) ;
- T91 (Grenoble-Gap)
- T92 (Grenoble-La Mure via La Motte-d'Aveillans) ;
- T93 (L'Alpe du Grand Serre-La Mure) ;
- T94 (Mens-La Mure).

### Risques naturels et technologiques

#### Risques sismiques
L'ensemble du territoire de la commune de La Mure est situé en zone de sismicité no 3 (sur une échelle de 1 à 5), comme la plupart des communes de son secteur géographique. Elle se situe cependant au sud de la limite d'une zone sismique classifiée de « moyenne ».
| Type de zone | Niveau            | Définitions (bâtiment à risque normal) |
| ------------ | ----------------- | -------------------------------------- |
| Zone 3       | Sismicité modérée | accélération = 1,1 m/s2                |

## Toponymie
La commune a un nom dans les deux langues régionales, Mòta Rocassosa en vivaro-alpin et La Mura en francoprovençal.
Le nom de La Mure vient probablement du mot francoprovençal mura désignant un amas rocheux, une barre rocheuse. Le mot est à rapprocher de moraine" (terme francoprovençal), de Lamoura, de Lamure etc.
Cette étymologie correspond avec le sens du nom vivaro-alpin de La Mure, Mòta Rocassosa, qui désigne une butte rocheuse, pouvant correspondre au lieu où est construit le premier château delphinal. C'est dans l’Inventaire des Biens du Dauphin (1339) que, pour la première fois, la construction du château est abordée « sur la colline qui a donné son nom à la ville ».
L'étymologie serait donc différence de celle de La Mure-Argens, du mot occitan mura, qui désigne un mur.

Au fil des années, le terme connaît des variantes, selon Victor Miard dans La Mure et la Matheysine à travers l'Histoire :
« in Matasina ad Muram (XIe siècle.), Mura (1137), Mura Mataena (1236), La Mure (1343), La Meure (1404), La Meure Matheyzine (1466), La Mure (1515), La Meure (1580), enfin, de nouveau et définitivement La Mure ».

## Histoire

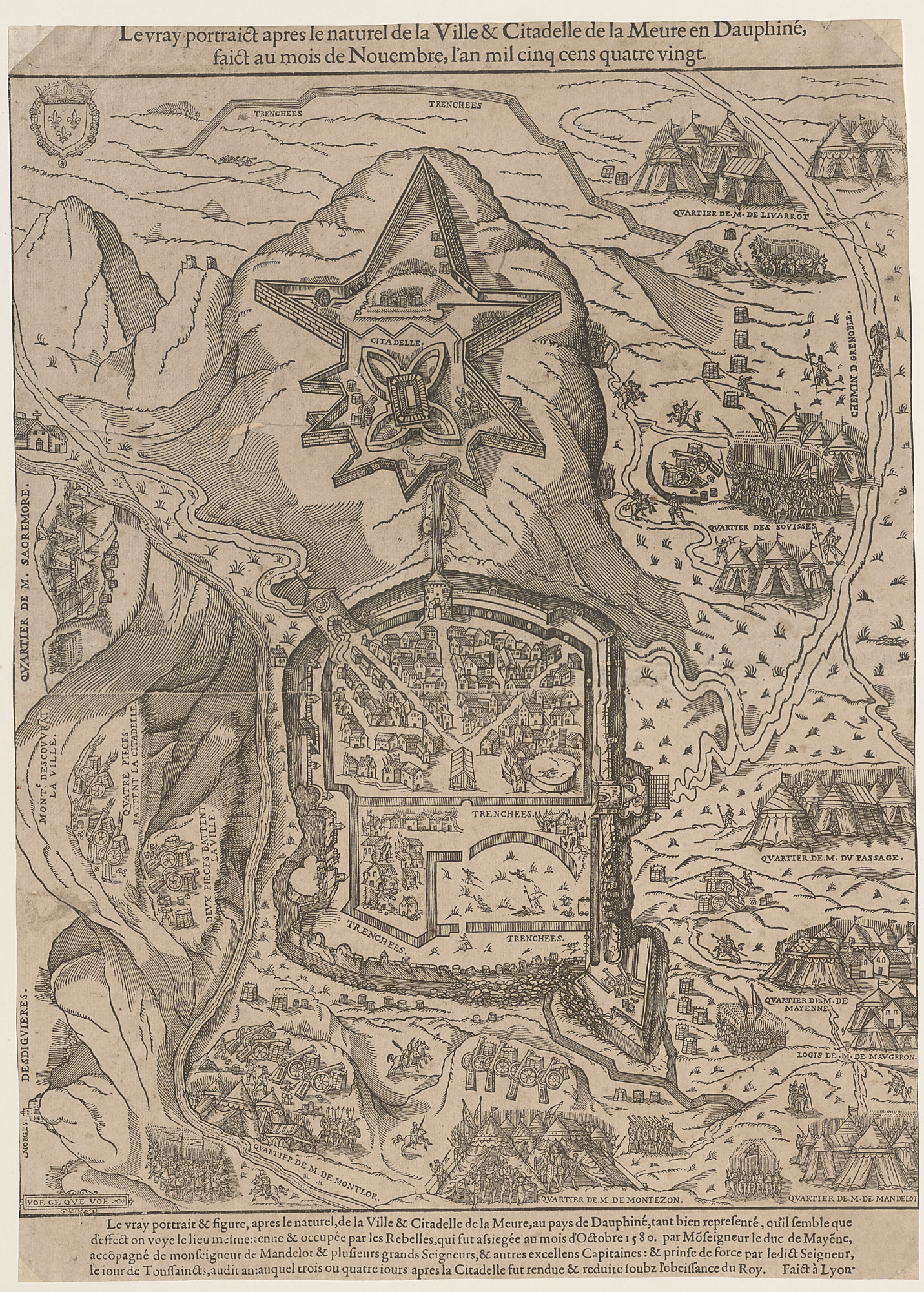
Portrait de la ville et de la Citadelle de La Mure en 1580.

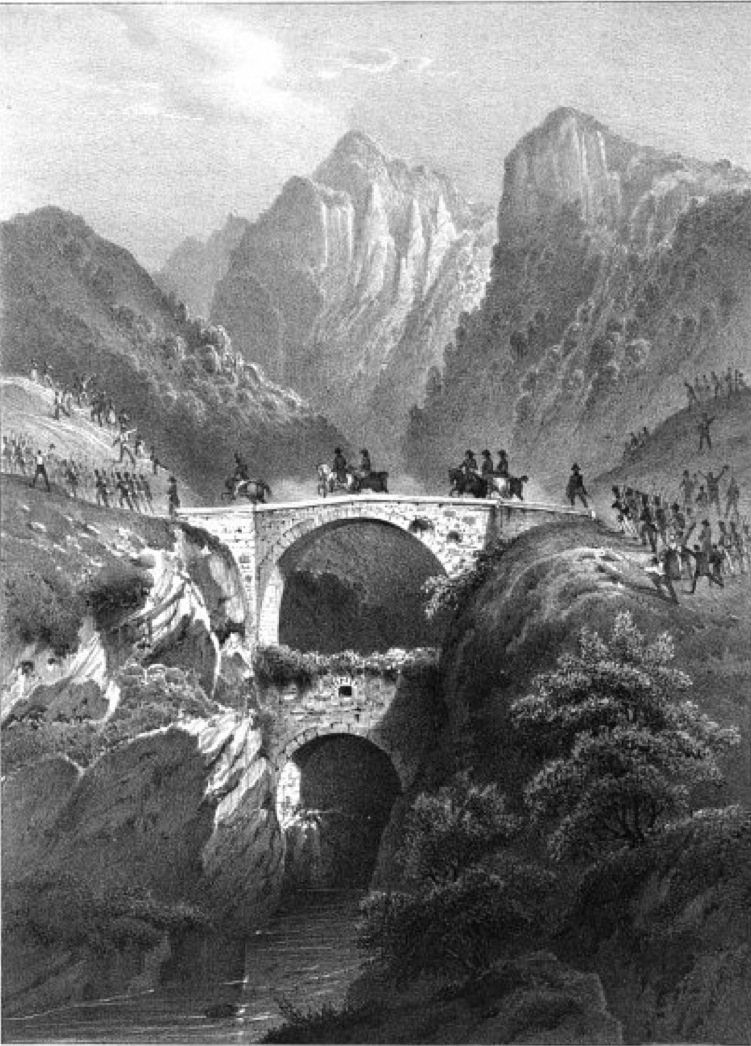
Des troupes traversent le Pont Haut de La Mure. Le pont, illustré par Victor Cassien (1808 - 1893), se trouve sur la route nationale 85.

### Moyen Âge
Durant l'époque médiévale, on relève l'existence de plusieurs maisons fortes dont celles : du seigneur de La Motte décrite en 1339, « habet infra villam dominus de mota domum fortem » ; de Lancelot de Clermont décrite en 1363, « quadam turrim cum domo bassa viridarium grangiam et aliis platheis et pertinentiis suis site infra villam de mura » et d'une autre décrite en 1366, « unam suam domum fortem cum suo tenemento et curtilagio site infra villam de mura in castro justam domum fortem nobilis petrus beymundi et juxtam terram berthoni genpanis et juxtam domum fortem nobilis Remundus aynardi ».

### Temps modernes

#### L'édit de janvier 1562
À la suite de l'édit de janvier 1562 qui permet aux croyants religieux d'exercer leur culture hors des murs de la ville pour éviter les querelles, les protestants ne dissimulent plus leurs revendications et le Massacre de Vassi est considéré comme un signal de guerre.
François de Bonne ayant secrètement été gagné par le protestantisme, s'organise pour la lutte. En novembre 1562, lui et son parent Furmeyer occupent La Mure pour la première fois.
Il perd la ville à plusieurs reprises mais réussit à l'occuper de nouveau à chaque fois.
À la suite de la Réforme qui aura réuni l'essentiel des vieux catholiques, il crée le boulevard du protestantisme.
La Mure devient alors calviniste pendant une vingtaine d'années.
En 1565, les Huguenots construisent leur temple à l'extérieur de la porte du Rivier (actuellement rue du Temple).

#### XVIIesiècle

##### Louis XIII et Richelieu
En 1629, Louis XIII et Richelieu s'abritent à La Mure chez maître Moïse Duport, docteur en droit, avocat à la cour, écuyer, ancien député des Églises réformées du Dauphiné.
Cette chambre du rez-de-chaussée, dans laquelle le roi loge, est appelée par la suite « chambre du Roy ». Cette habitation se trouverait dans « La Grande-Rue » là où se situe la halle du marché.

##### Passage du pape Pie VI
Le 3 juillet 1799, peu de temps avant sa mort, le pape Pie VI, âgé de quatre-vingt-deux ans et exilé arrive aux portes de La Mure.
Ce jour-là, accompagné d'une vingtaine de personnes, il est accueilli par les autorités municipales puis emmené dans une des maisons les plus agréables de la ville, celle du maire Genevois. Cette demeure se trouvait également dans la Grande-Rue.

Comme le souligne Victor Miard dans La Mure et la Matheysine à travers l'Histoire :
« Il se fit porter, sur son pliant de cuir, au balcon de cette dernière, pour donner sa bénédiction à la foule accourue de toutes parts.

Mais il était si exténué que son médecin, le docteur Duchadoz, exigea une journée de repos le plus complet. Sa voiture couvertes de fleurs, le souverain pontife repartit le surlendemain matin, à six heures, pour Vizille et Grenoble, où il allait rester trois jours. ».

#### Les Trois Croix
Elles sont érigées au sommet de la colline (« ser » ou « Payon » en Matheysin) qui avait pour fonction de protéger les Gallo-Romains installés au sud-est.
Sur cette colline stratégique, le Duc de Lesdiguières construit une citadelle en 1579 pour protéger la ville des attaques catholiques.
En 1580, durant les guerres de religion, la ville est assiégée et prise aux protestants par le duc de Mayenne. La citadelle est détruite en 1581.
En 1587, le château de Monestier est détruit par les troupes de Lesdiguières.
En 1723, sous les auspices des moines capucins, une chapelle est construite et est accessible grâce à un chemin partant au pied de l'actuel hôtel de ville.
La révolution de 1794 emporte l'église et il ne reste alors que le calvaire.
Ces croix en pierres, depuis 1864 sont intactes et sont toujours visibles à l'heure actuelle.

### Révolution française et Empire
La Mure est la première commune de la province à se rebeller contre l'ordre établi et dirigée par ses nobles. L'esprit révolutionnaire y règne, en particulier au sein de son parlement.
Dès 1763, par des manifestations, la commune ne cesse de condamner l'arrogance de la famille royale et réclame la convocation des états généraux.
Le 17 juin 1788, invités par les consuls et échevins de Grenoble, les trois ordres de la communauté de La Mure sont conviés à s'employer avec eux « par instances respectueuses auprès du pouvoir que reçoit le roi au retrait récentes des lois destructives de la constitution de la province ».
Le 26 juin 1788, une réunion de trois ordres a lieu. L'assemblée souhaite à l'unanimité se joindre aux représentants de Grenoble pour plaider auprès du roi « de vouloir bien retirer les derniers édits, rendre ses magistrats à la province, permettre la convocation des états particuliers de celle-ci en y appelant, par voie d'élection libre, les membres du tiers-état, en nombre égal à celui du clergé […] en vue de remédier aux maux de la nation ».
« Le 20 octobre, le curé Goubet, délégué [de la] ville, assiste à la rentrée solennelle du parlement à Grenoble. Les ordres du Dauphiné tiennent trois assemblées successives à Romans, et dans la dernière, celle du 1er décembre, la constitution des états étant définitivement établie, ils rédigent les pouvoirs des députés de la province aux états généraux et procèdent à l'élection de ces députés. Et le 5 mai 1789, les états généraux se réunissent à Versailles. Dans notre cité, comme partout, on illumine et on fait des feux de joie à l'annonce de la fusion des trois ordres, après le Serment du Jeu de Paume ».

#### NapoléonIer
Napoléon Ier a traversé la Mure, par la rue des Alpes, le 7 mars 1815 lors de son retour de l'île d'Elbe, juste avant de rencontrer les troupes venues à sa rencontre à Laffrey.

### Époque contemporaine

#### L'église
Le mardi 31 mai 1887, la première pierre de l'église paroissiale de La Mure est bénie et Mgr Fava, évêque de Grenoble prononce une homélie historique.
« Nos très chers Frères,
Il y a dans l'histoire des paroisses ainsi que dans l'existence des hommes, des heures solennelles que l'on marque par un souvenir durable, afin que cette heure soit en quelque sorte immobilisée et fixée devant les yeux et dans la mémoire es générations.
Chers habitants de La Mure, vous êtes arrivés à l'un de ces moments qui marqueront dans l'histoire de votre paroisse.

Cet événement mémorable, nous le célébrons par une fête dont le souvenir se perpétuera à travers les âges, nous le marquons par une pierre désormais sacrée aux yeux du ciel et de la terre. ».

#### Apparition de l'éclairage électrique
Le premier système d'éclairage de La Mure remonte à 1840. Quelques lampes à huile avaient été installées dans les rues, placées dans des réverbères à réflecteur.
Ces lampes n'étaient allumées que lors des jours sans lune du 1er octobre au 31 mars par mesure d'économie.
En 1872, la ville change son système d'éclairage et passe à l'essence de pétrole et en 1888 au gaz hydrocarburé.

C'est en 1892, que pour la première fois à La Mure, les rues de la ville se voient éclairées par l'électricité.
« Samedi 30 janvier, par une nuit très obscure, à 8 heures, la ville s'est trouvée tout à coup et comme par enchantement brillamment éclairée […] Les habitants de La Mure, sauf les malades alités, se pressaient dans les rues, sur les places pour admirer l'éclairage nouveau ».
Selon le témoignage d'un habitant de cette époque, « Deux cafés privilégiés par le fait d'être actionnaires de la Société ont pu être éclairés en même temps (cafés Prospect Rival, place de la Liberté, et Pestre, rue des Fossés) ».

#### Inauguration des salons de l'hôtel de ville en 1893
Le vendredi 9 juin 1893, présidé par le préfet Edmond Robert, le conseil de révision siège pour la première fois dans le tout nouvel hôtel de ville.
Le soir même, une grande fête est organisée avec notamment la fanfare et les trompes muroises qui, sur la place de la Liberté, offrent un concert sous le grand édifice éclairé désormais par l'électricité.
Les invités de cet événement sont : le préfet, le Général Segretin, gouverneur militaire de Grenoble, le sénateur James Durand-Savoyat et les membres du conseil de révision.
Le 10 juin 1893 à 20 heures, l'hôtel de ville couvre la première séance réalisée par le conseil municipal et le mercredi 14 juin à 10 heures le premier mariage devant le maire.

#### Mines
La commune montre des corons et des chevalements de mine en raison de l'exploitation du gisement houiller de la Mure. La récession des mines des Houillères du Dauphiné depuis 1967 a posé la question de la mutation économique et sociale de la commune. L'exploitation a cessé en mars 1997.

## Politique et administration

### Tendances politiques et résultats

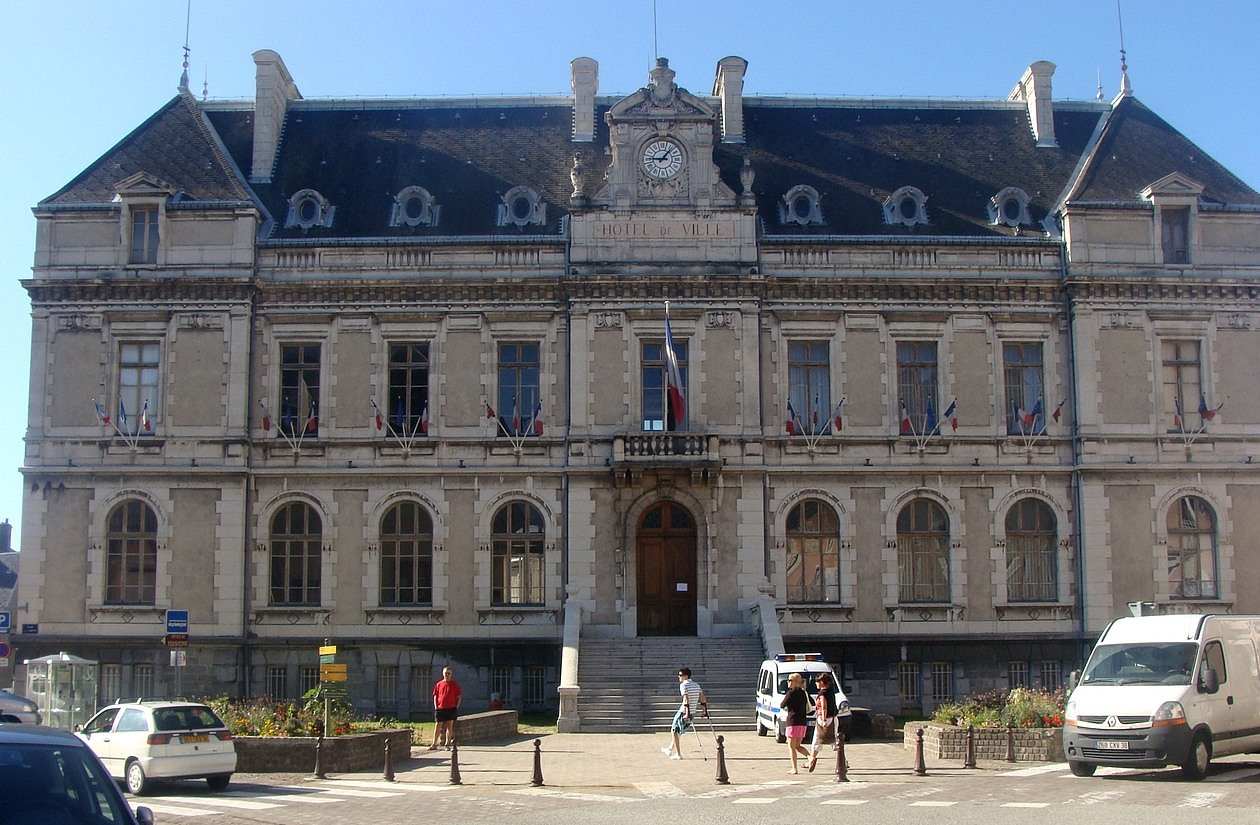
L’Hôtel de Ville.

La sociologie de la ville (passé minier) est historiquement plutôt favorable à la gauche, en particulier le PCF. Le Front National y réalise plus récemment de bons résultats, en arrivant en tête lors des régionales de 2015, devant la droite. Au niveau local, c'est surtout la personnalité des maires, tels Fabrice Marchiol (2001-2015), qui leur permet d'être élu, plus que leur étiquette politique.[Interprétation personnelle ?]

### Liste des maires

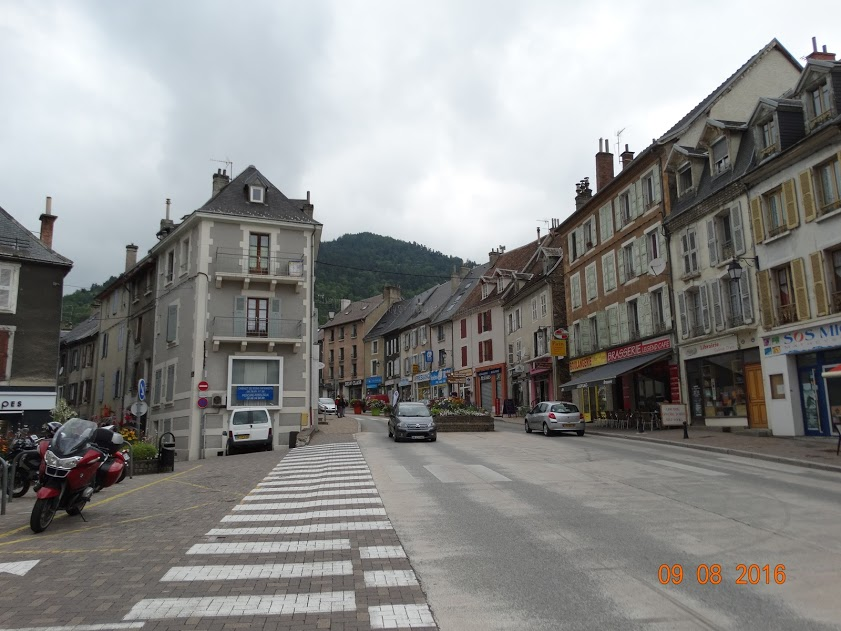
Centre-ville

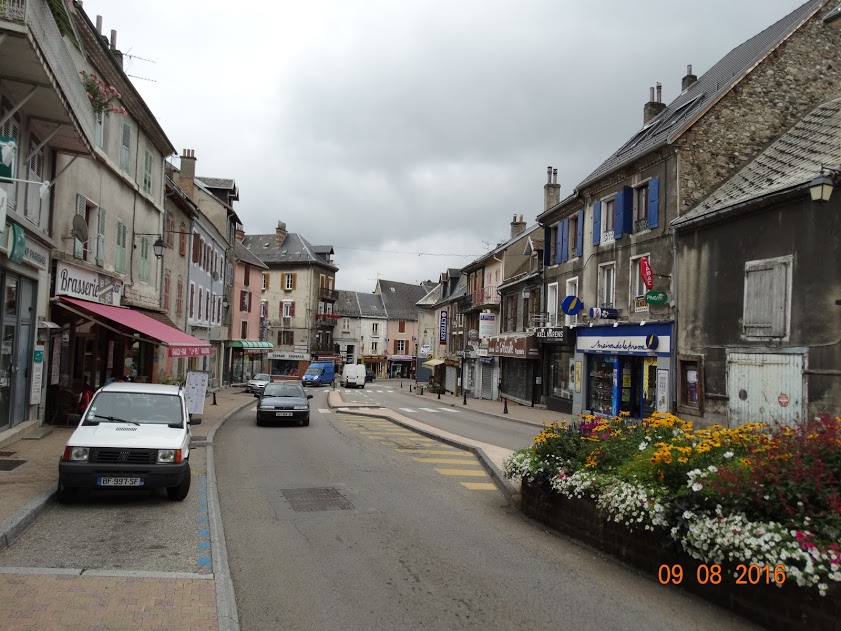
Vue sur la rue

| Période | Période   | Identité        |
| ------- | --------- | --------------- |
| 1694    | 1695      | Charles Duport  |
| 1695    | 1698      | Bonthoux        |
| 1698    | 1709-1715 | Jacques Bethoux |
| 1736    | 1738      | André Terras    |

| Période | Identité                     |
| ------- | ---------------------------- |
| 1769    | Pierre Genevois              |
| 1770    | Claude Terrier               |
| 1771    | Pierre Platel                |
| 1772    | Pierre Geynet                |
| 1773    | François Aribert-Dufresne    |
| 1774    | Félix Mermet                 |
| 1775    | François Giroud              |
| 1776    | Pierre Buisson               |
| 1777    | François Andrieux            |
| 1778    | Pierre Terrier               |
| 1779    | Philibert Miard              |
| 1780    | Jean Dumolard                |
| 1781    | Jean-Jacques Girin           |
| 1782    | Jean-Charles Caral           |
| 1783    | François Terrier-Desconteaux |
| 1784    | Antoine Reymond              |
| 1785    | Antoine Ruelle               |
| 1786    | François Andrieux            |
| 1787    | Louis-André-Charles Faure    |
| 1788    | Jacques Desmoulins-Combette  |
| 1789    | Jean-Baptiste Chusin         |

| Période | Période  | Identité         | Étiquette | Qualité |
| ------- | -------- | ---------------- | --------- | --- |
| 1965    | 1971     | Jean Morel       | DVD       | Pharmacien |
| 1971    | 1977     | Louis Mauberret  | PCF       | Mineur - conseiller général du canton de La Mure (1967-1979) |
| 1977    | 1980     | Jean Morel       | DVD       | Pharmacien |
| 1980    | 2001     | Claude Péquignot | DVD       | Enseignant - Conseiller régional - Conseiller général du canton de La Mure (1985-1998) |
| 2001    | 2015     | Fabrice Marchiol | UMP       | Conseiller régional depuis 2004 et président du groupe d'opposition au Conseil régional depuis 2010, président de la CCMPCVV. Un an après son suicide, à 41 ans, la commune a appris que son maire lui léguait deux appartements. |
| 2015    | En cours | Eric Bonnier     | LR        | Infirmier |

### Politique environnementale
La ville s'est dotée récemment de candélabres à ampoules LED, installées dans divers secteurs de la ville, pour réduire la consommation d'énergie[réf. nécessaire].

### Jumelages
En 1963, le proviseur français Jean Pelissier et le proviseur allemand Heinz Zahn, décident d’instaurer des échanges scolaires réguliers entre le lycée de la Matheysine à La Mure et le Otto-Hahn Gymnasium de Marktredwitz en Bavière en même temps que le Chancelier Konrad Adenauer et le Général de Gaulle scellent l’amitié franco-allemande par le biais de la signature du Traité de l’Élysée.
La Seconde Guerre mondiale laissant des séquelles et des réticences de la part des deux pays, très peu d'échanges ont alors lieu durant les premières années.
Concrétisé le 31 octobre 1983 par les maires Claude Pequignot et le Baron Von Lindenfelds, le jumelage devient officiel et municipal.
En 2013, la place Marktredwitz à La Mure est inaugurée en présence de la maire de Marktredwitz Birgit Seelbinder et Fabrice Marchiol maire de La Mure.

## Population et société

### Démographie
L'évolution du nombre d'habitants est connue à travers les recensements de la population effectués dans la commune depuis 1793. Pour les communes de moins de 10 000 habitants, une enquête de recensement portant sur toute la population est réalisée tous les cinq ans, les populations de référence des années intermédiaires étant quant à elles estimées par interpolation ou extrapolation. Pour la commune, le premier recensement exhaustif entrant dans le cadre du nouveau dispositif a été réalisé en 2007.

En 2022, la commune comptait 4 940 habitants, en évolution de −0,6 % par rapport à 2016 (Isère : +3,07 %, France hors Mayotte : +2,11 %).
| 1793  | 1800  | 1806  | 1821  | 1831  | 1836  | 1841  | 1846  | 1851  |
| ----- | ----- | ----- | ----- | ----- | ----- | ----- | ----- | ----- |
| 2 147 | 1 686 | 1 818 | 1 933 | 2 785 | 3 097 | 3 106 | 3 439 | 3 648 |

| 1856  | 1861  | 1866  | 1872  | 1876  | 1881  | 1886  | 1891  | 1896  |
| ----- | ----- | ----- | ----- | ----- | ----- | ----- | ----- | ----- |
| 3 319 | 3 628 | 3 565 | 3 577 | 3 560 | 3 526 | 3 574 | 3 401 | 3 384 |

| 1901  | 1906  | 1911  | 1921  | 1926  | 1931  | 1936  | 1946  | 1954  |
| ----- | ----- | ----- | ----- | ----- | ----- | ----- | ----- | ----- |
| 3 377 | 3 466 | 3 595 | 3 711 | 3 906 | 4 423 | 4 420 | 4 922 | 5 595 |

| 1962  | 1968  | 1975  | 1982  | 1990  | 1999  | 2006  | 2007  | 2012  |
| ----- | ----- | ----- | ----- | ----- | ----- | ----- | ----- | ----- |
| 6 111 | 6 196 | 5 522 | 5 657 | 5 480 | 5 190 | 5 093 | 5 076 | 5 028 |

| 2017  | 2022  | - | - | - | - | - | - | - |
| ----- | ----- | - | - | - | - | - | - | - |
| 4 948 | 4 940 | - | - | - | - | - | - | - |

### Enseignement
La commune est rattachée à l'académie de Grenoble. Les élèves de La Mure commencent leurs études dans la commune, qui dispose de deux écoles maternelles : 
- Les Bastions, 3 classes regroupant 75 enfants
- Perouzat, 3 classes pour 76 enfants
2 écoles primaires : 
- Les Bastions, 5 classes pour 125 écoliers, 
- les Capucins, 6 classes regroupant 135 écoliers. 
La commune dispose également d'un groupe scolaire privé, Sainte-Thérèse, accueillant 194 enfants, dans 7 classes de maternelle et élémentaire.
2 Collèges: 
- Louis Mauberret (public), 28 classes regroupant 580 élèves
- Saint Joseph (privé sous contrat), 8 classes regroupant 200 élèves. 
2 lycées : 
- La Matheysine 500 élèves de la seconde à la terminale
- LYPPRA (Lycée Professionnel Privé Rural des Alpes) 130 élèves de la seconde à la terminale.

### Santé

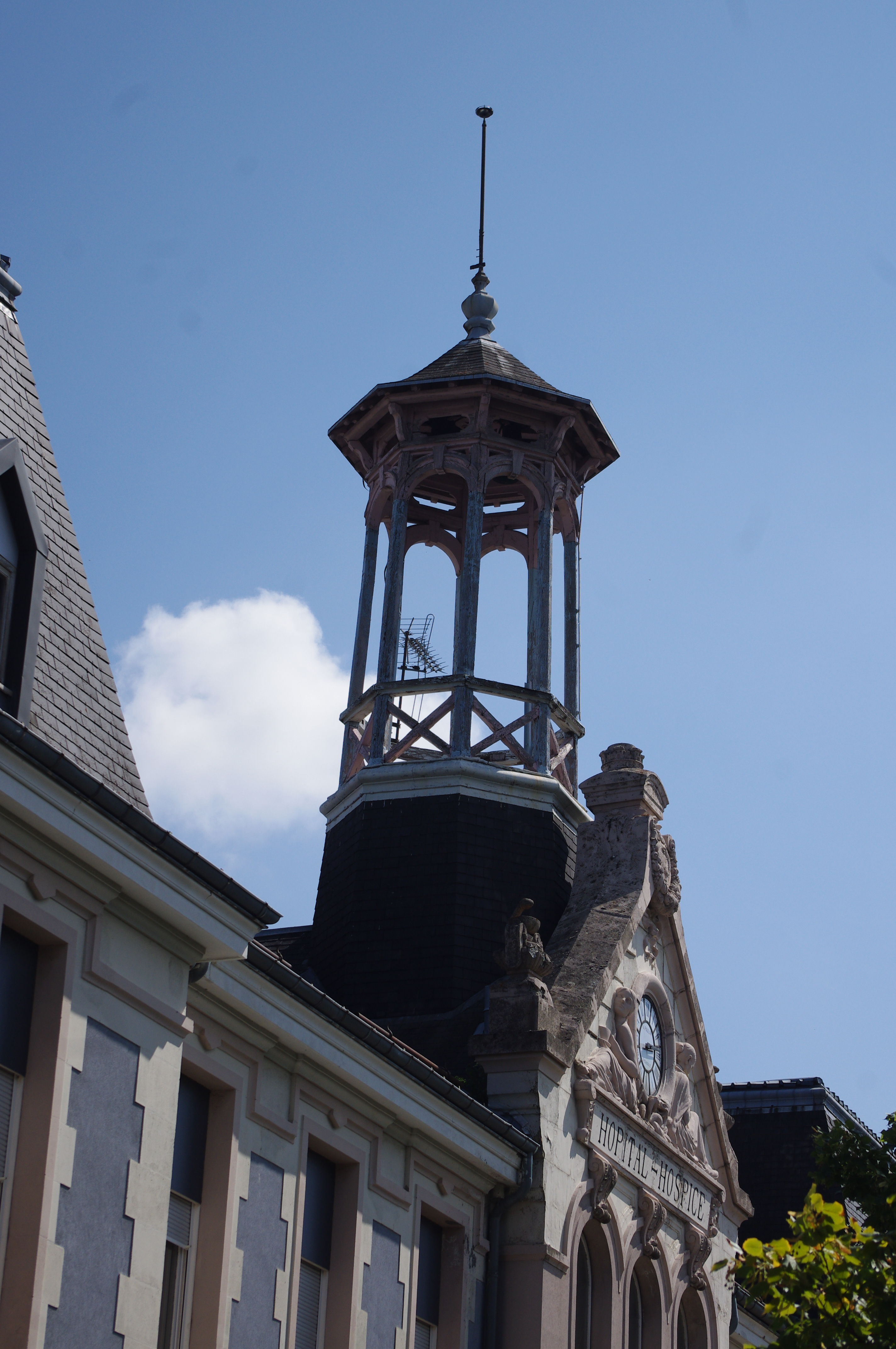
Détail de la façade de l'Hôpital.

La commune de La Mure héberge sur son territoire d'un centre hospitalier, comprenant un service d'urgence et disposant de 90 places, ainsi qu'un EHPAD disposant de 120 places

### Médias
Historiquement, le quotidien régional Le Dauphiné libéré consacre, chaque jour, y compris le dimanche, dans son édition de Romanche et Oisans, un ou plusieurs articles à l'actualité de la commune, de son canton, ainsi que des informations sur les éventuelles manifestations locales.
La commune est située sur l'aire de diffusion de radio Ici Isère, une radio publique qui émet sur tout le territoire du département de l'Isère.

### Cultes

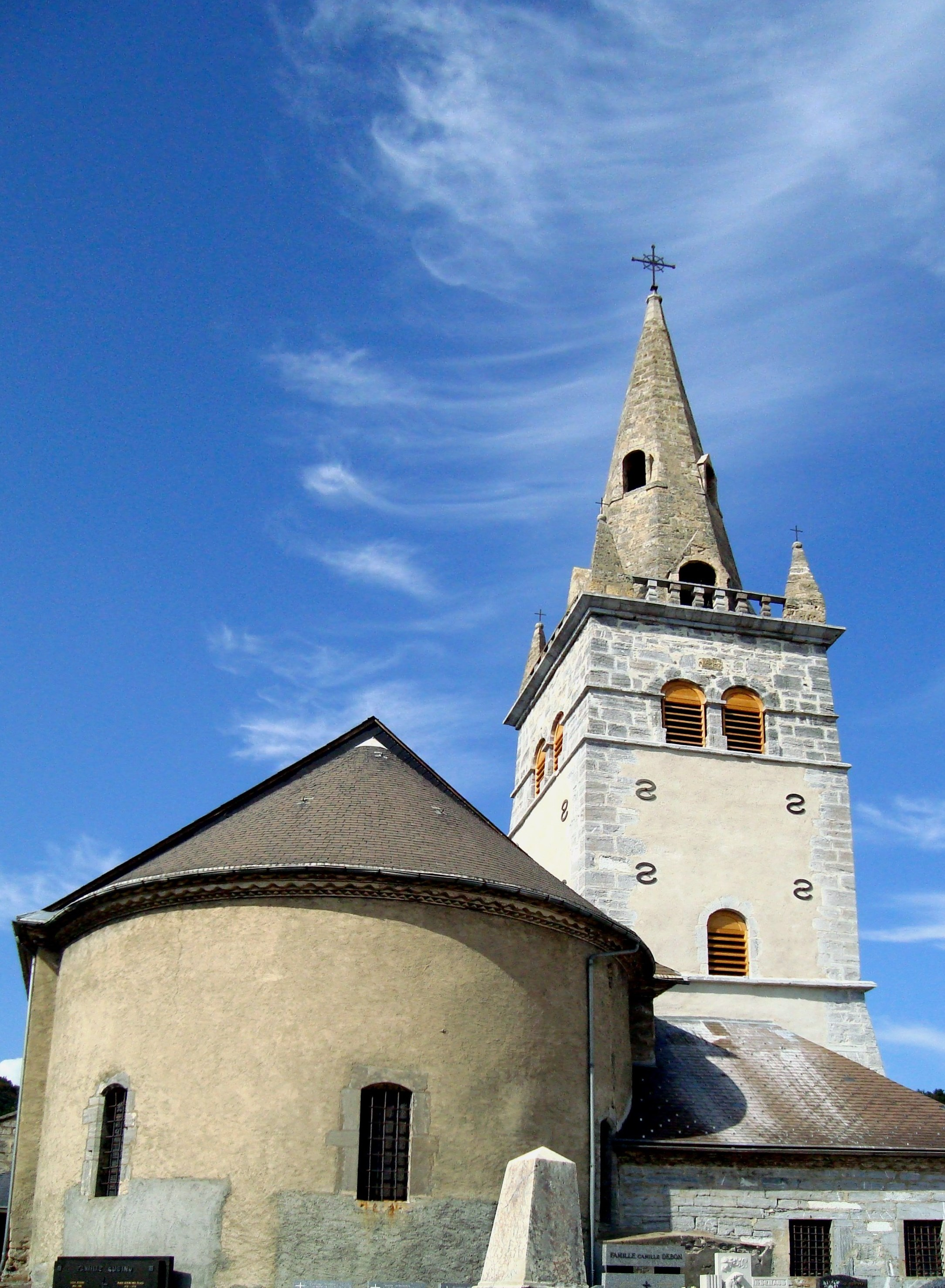
La chapelle Saint-Pierre-Julien-Eymard.

La Ville dispose de deux églises catholiques, un temple protestant, deux mosquées et une salle de réunion des Témoins de Jéhovah.
La communauté catholique et l'église paroissiale de La Mure (propriété de la commune) dépendent de la paroisse Saint Pierre Julien Eymard qui rassemble un grand nombre de villages autour de la cité de La Mure. Cette paroisse est rattachée au diocèse de Grenoble-Vienne.

### Sports
La Ville dispose actuellement de deux Stades, une piscine, un complexe sportif, deux terrains de tennis, un parc municipal et d'une halle des sports.
- Le club de rugby local, le Rugby Club Matheysin (du nom de la Matheysine, la région naturelle dont dépend La Mure) a été fondé en 1903. Il s'agit du quatrième de l’Isère, après Grenoble, Vienne, Vizille et avant Bourgoin. Le club a évolué dans le Championnat de France de 2e division dans les années 1940, 1950 et 1960 avant de rétrograder progressivement. Le club oscille aujourd'hui entre la Fédérale 3 (D5) et le Championnat Honneur (D6).
- Le club de football, le Football Club Isère (F.C.S.). a été fondé le 18 juin 1999 grâce à la fusion de trois3 clubs : le FC La Mure dirigé par Patrick MURE, le FC OBIOU Corps dirigé par Luc Reynier et le CSC Mens dirigé par Jean Luc GUICHARD. Le FC Sud Isère est un club labellisé et ce même label fut remis la première fois par Aimé Jacquet sélectionneur de l'équipe de France de football championne du monde 1998 et directeur technique national.
- Le Handball Matheysin UFOLEP et le volley Matheysin - FSGT

## Économie

### Artisanat et industrie
La commune héberge le siège de la société de production d'horloges digitales et analogiques Gorgy Timing, entreprise familiale fondée en 1974 par Maurice Gorgy.

### Tourisme
La ville est réputée au niveau local pour ses cités minières appelés corons. En 1965, la ville est classée plus belle ville d'Isère par le magazine National Geographic[réf. nécessaire].

## Culture locale et patrimoine

### Lieux et monuments

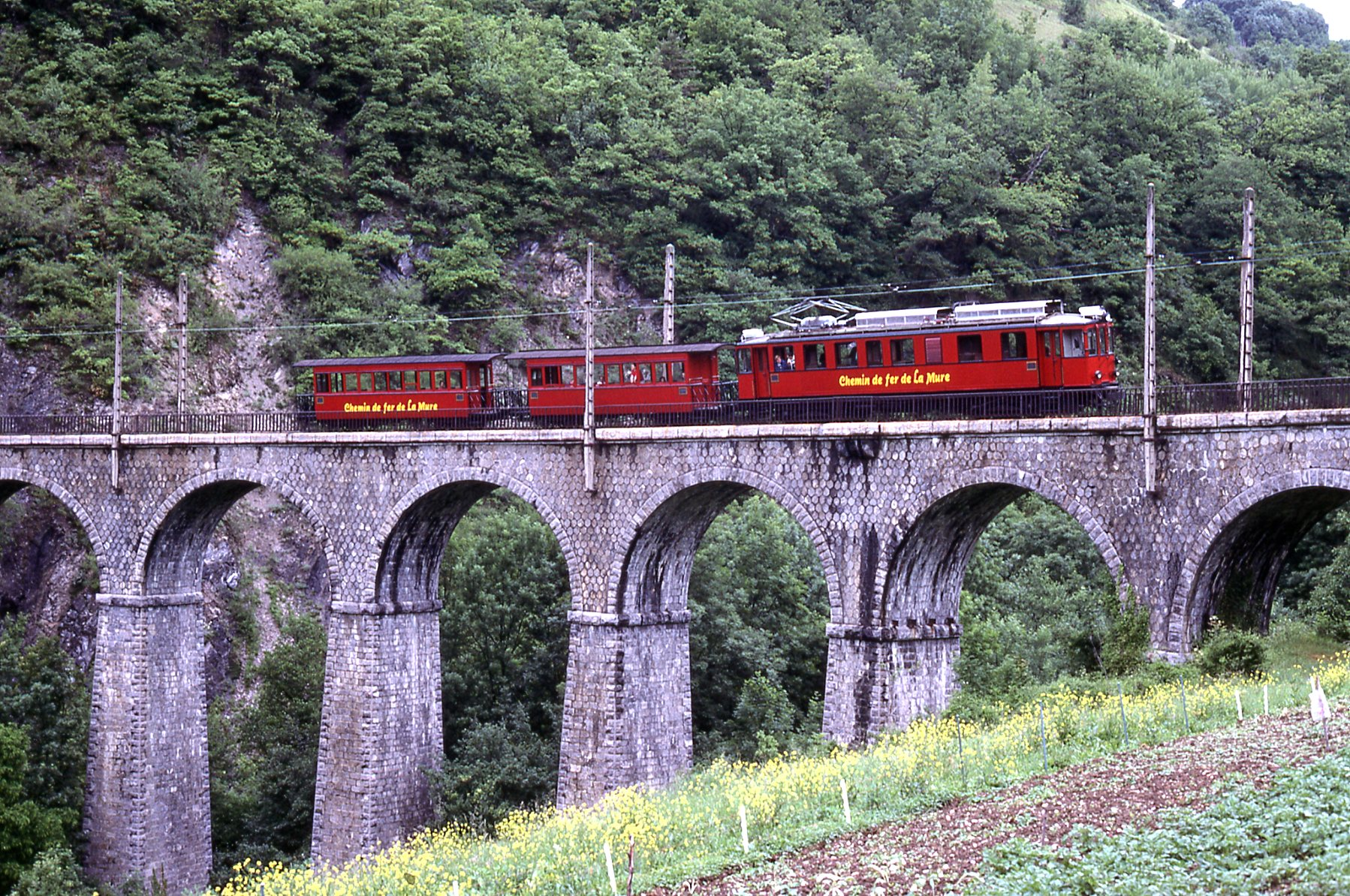
Le « petit train de la Mure » sur le viaduc de Vaulx.

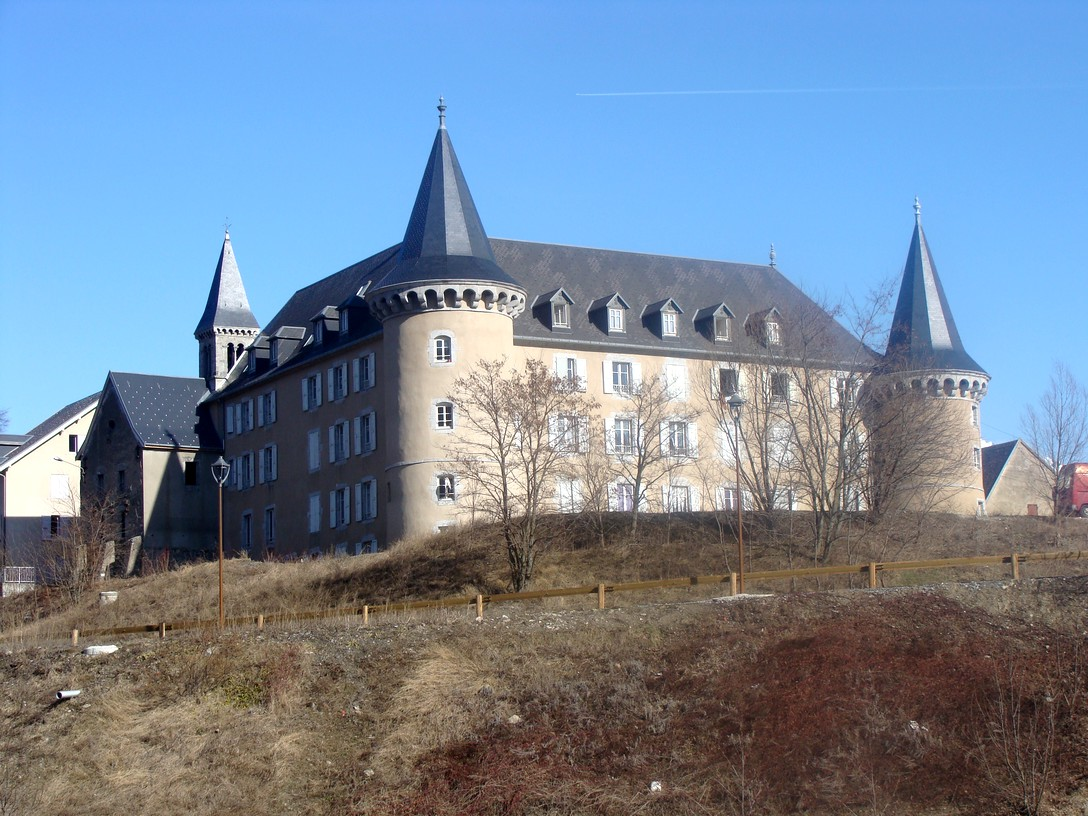
Le château de Beaumont

#### Le chemin de fer de la Mure
Le chemin de fer de la Mure est un petit train touristique qui emprunte (en saison d'été seulement) la ligne d'un ancien train minier qui descendait le charbon de la Mure à Saint-Georges-de-Commiers. La ligne, à voie métrique, électrifiée en 1906, est en temps normal une des curiosités les plus visitées du département. Cependant, en raison d'un important éboulement de roches sur la voie dans la basse vallée du Drac, elle a été fermée de 2010 à 2021.

#### Le château de Beaumont
Ce château a été édifié au XVe siècle pour le châtelain royal de la Mure Humbert de Comboursier, puis reconstruit au XIXe siècle. Seule la tour Sud-Est subsiste de cette époque. Au XIXe siècle, les Sœurs de la Nativité reconstruisent les lieux (chapelle, seconde tour…) pour l’éducation des jeunes filles. Propriété de la ville depuis l’expulsion des religieuses en 1905, le château poursuit sa vocation scolaire devenant annexe du lycée voisin jusqu’en 1988. Il abrite aujourd’hui des logements sociaux et le foyer des jeunes travailleurs. Ce château est le dernier des trois qui figurent sur le blason de La Mure.

#### Les autres monuments
- Le calvaire de la Mure, dit « les Trois croix », érigé sur l'emplacement de l'ancienne citadelle construite par les protestants en 1579. Le duc de Mayenne ordonna sa destruction en 1581, peu de temps après le siège de la ville en 1580.
- L'ancienne Halle, construite pour la première fois en 1309 et plusieurs fois détruite par des incendies. La halle actuelle date du XIXe siècle et elle a été labellisée Patrimoine en Isère[40].
- La Tour horloge ou beffroi du XVIIIe siècle.
- La chapelle Saint Pierre-Julien Eymard. D'abord chapelle d'un prieuré bénédictin (milieu XIe siècle), détruite par les protestants durant les guerres de religion (1579), elle fut reconstruite en 1606.
- L'église Notre-Dame-de-l'Assomption (1890), de style néo-romano-gothique. Son clocher, d'une hauteur de 60 mètres, soit presque autant que les tours de Notre-Dame de Paris a été détruit en 2010 pour des raisons de sécurité.
- L'imposant hôtel de ville (1892), réponse du maire anti-clérical "Chion Ducollet" à la nouvelle église Notre-Dame-de-l'Assomption.
- La sépulture du Docteur "Romain Tagnard" (1843-1909), cimetière de La Mure, œuvre du sculpteur Auguste Davin.
- la maison Caral, du XVIIe siècle, construite à l'emplacement du château des Dauphins du début du XIIe siècle[39].

### Patrimoine culturel

#### Le musée Matheysin

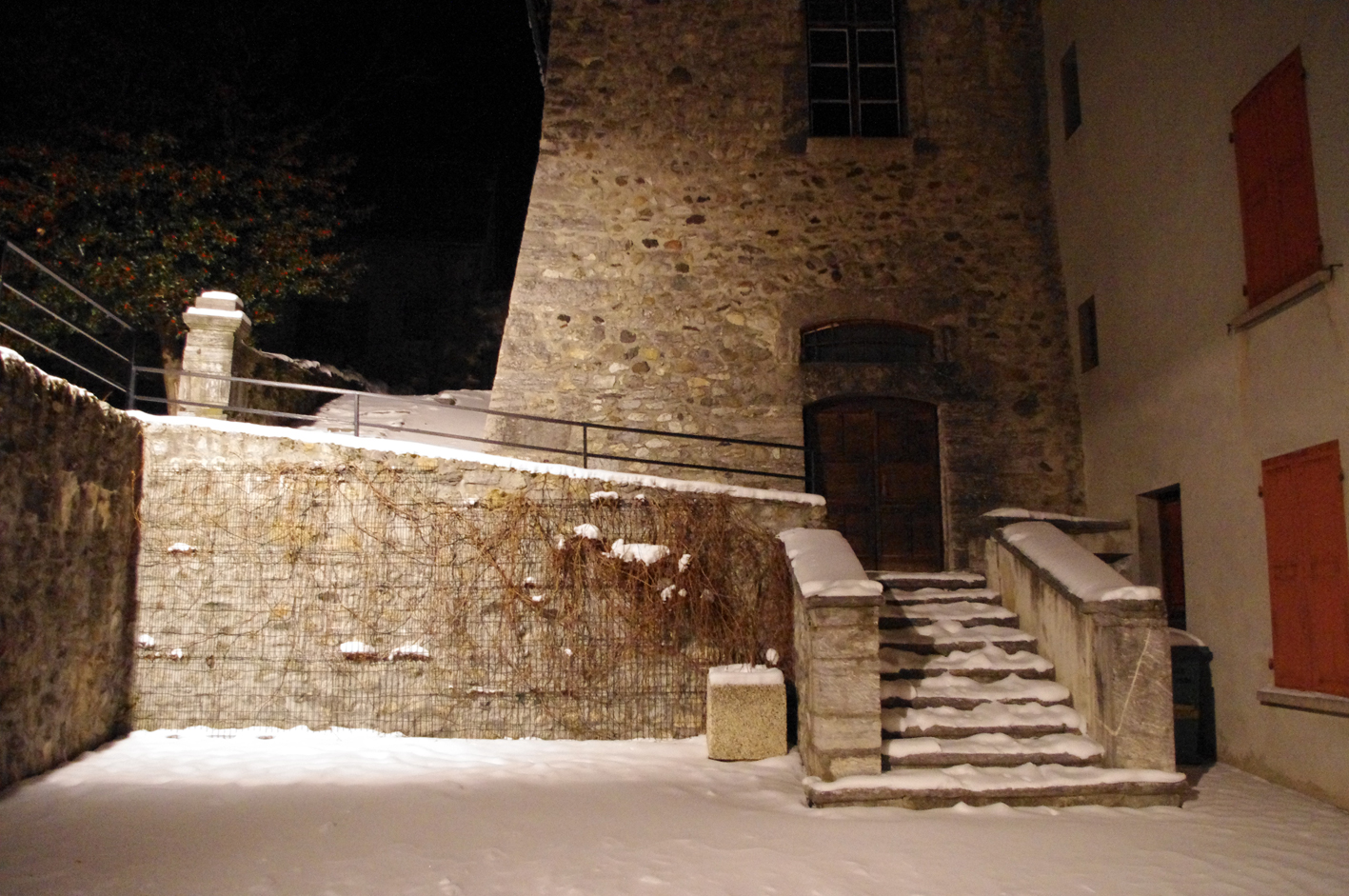
Cour du musée Matheysin, la nuit

Se situant dans la vieille ville, le musée Matheysin est abrité par la maison Caral depuis 1994 et serait le plus vieux bâtiment de la ville, remontant au XIIe siècle.
Le musée de La Mure possède de nombreuses collections en lien direct avec La Mure, le plateau Matheysin et ses alentours.

#### La médiathèque
La médiathèque « La Matacena » a été dévoilée et inaugurée le 2 octobre 2010 par François Fillon et le maire de La Mure Fabrice Marchiol.
L'établissement est doté d'équipements écologiques modernes, occupe une superficie de 600 m2, est divisé en 2 étages et coopère avec la Bibliothèque du Ministère de l'Isère et trois bibliothèques Matheysine : Sousville, La Motte de Aveillans et Notre Dame.
La médiathèque est une agence de services municipaux et une propriété intercommunale.
Son nom « Matacena » vient du latin médiéval : Mata (humide) et Cena (plateau).

#### École de musique
L’histoire de l’école de musique remonte lors de la présence en 1863, de la Fanfare ou Harmonie qui formait déjà ses propres musiciens.
D'une première idée militaire, ensuite minière, elle est « à l’heure actuelle, le seul établissement public d’Enseignement Artistique entre Gap et Vizille ». L’école de Musique de La Mure est devenue un établissement municipal en 1980.
Par le biais d'une convention avec le Conseil général de l'Isère, et la signature de la charte pour l’école de musique, huit communes y sont associées : La Morte, Monteynard, Marcieu, Mayres-Savel, Corps, La-Motte-Saint-Martin, Notre -Dame-de-Vaulx et Ponsonnas.

#### La Mure Cinéma-Théâtre
L'établissement bénéficie de doubles labels : « Art et Essai » et « Jeune Public » et est géré par l'association « La Mure Cinéma-Théâtre ».

### Personnalités liées à la commune

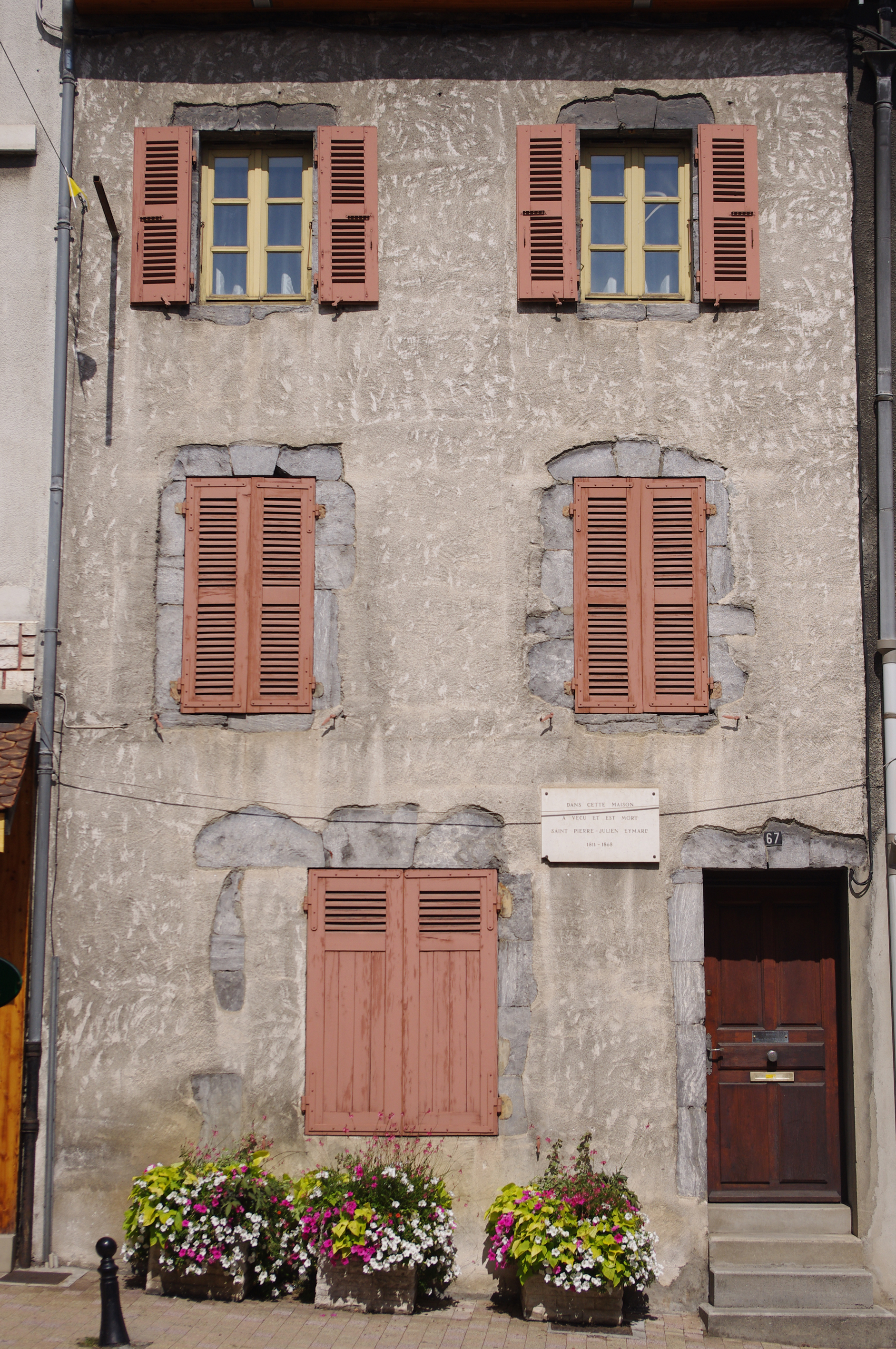
La maison de Saint Pierre Julien Aymard.

- Louis Benoît Genevois-Duraisin (1751-1824), homme politique de la Révolution française né là La Mure, élu au Conseil des Cinq-Cents.
- Saint Pierre-Julien Eymard (1811-1868), prêtre, fondateur de la congrégation du Très-Saint-Sacrement, né et mort à la Mure. L’ancienne église de La Mure porte son nom et il est possible de voir le musée qui lui est consacré au 69 rue du Breuil.
- Abel Chrétien (1919-1973), résistant, mineur, illustrateur et sculpteur[43].
- Emmanuel Hostache, bobeur français, champion du Monde et médaillé olympique.
- Anatole Novak, coureur cycliste français, 10 participations au Tour de France.
- Maurice Lira, rugbyman français, champion de France avec La Voulte, international.
- Michel Zewulko, footballeur français, vainqueur de la coupe de France avec Lyon, international espoir.
- Frédéric Maugiron, joueur de boules lyonnaises
- Régis Peters, compositeur, auteur de nombreuses compositions musicales pour la télévision et le cinéma (1953-2011)
- Claude Garanjoud, Peintre abstrait
- Olivier Messiaen, Compositeur
- Joseph Cros[44] (1805-1872), né à La Mure. Entre à l'École polytechnique le 5 novembre 1825. Directeur des constructions navales (1854). Commandeur de la Légion d'honneur (30 décembre 1857[45]). Inspecteur général du génie maritime (1866).
- Charles-Émile Desmoulins (1829-1900), peintre né à La Mure
- Françoise Galle, peintre abstrait
- Robert Bouchery (1920 - 1996), magistrat français
- Victor Miard (1895-1971), professeur de dessin, historien de la Matheysine et artiste.
- Pierre Pelloux (1903-1975), artiste peintre et professeur à l’école des Beaux-Arts de Lyon. Une plaque pare sa maison natale avenue Chion-Ducollet.
- Robert Ibanez (1931-2020), artiste polyvalent, peintre, sculpteur et mineur. Il a fait don d'une de ses œuvres « le Cri » au département de l'Isère qui est installée au cœur de la maison du territoire de la Matheysine.
- Christiane Rorato (1943-2023), actrice de cinéma française.
- Emmanuel Merle (1958-), écrivain et poète, né à La Mure

### Évènements
En 2013, la ville de La Mure a créé le festival de musique « La Mure du Son ». Jeu de mots entre le Mur du son et le nom de la ville.
Chaque été, durant les mois de juillet et août, tous les vendredis soir, un concert est organisé gratuitement dans les rues de la ville.
De manière à satisfaire tous les habitants de la ville, chaque semaine le thème change ainsi que le genre musical. Pop, rock, jazz, soul en passant par les musiques latines et faisant un détour par l'Italie.
L’événement attirerait environ 3 000 personnes chaque été.
Depuis 2013, tous les 15 août, la ville organise la Fête du Murçon représenté par la Confrérie du Murçon Matheysin qui recherche à faire valoir la gastronomie matheysine.

### Héraldique
| Blason de La Mure | D'or au dauphin d'azur crêté, barbé, loré, peautré et oreillé de gueules, au chef de gueules aux trois tours d'argent. |